# Colliuris rufipes
Colliuris rufipes är en skalbaggsart som beskrevs av Pierre François Marie Auguste Dejean. Colliuris rufipes ingår i släktet Colliuris och familjen jordlöpare. Inga underarter finns listade i Catalogue of Life.